# تخت سفلي
تخت سفلي (بالفارسية: تخت سفلی) هي مستوطنة تقع في تشارواماق الشرقية الريفية في إيران. يقدر عدد سكانها بـ 87 نسمة .